# Wereldkampioenschappen synchroonzwemmen 2024
De wereldkampioenschappen synchroonzwemmen 2024 werden van 2 tot en met 10 februari 2024 gehouden in de Aspire Dome in Doha, Qatar. Het toernooi was onderdeel van de wereldkampioenschappen zwemsporten 2024.

## Medailles
| Onderdeel               | Goud                                                                                            | Goud     | Zilver | Zilver   | Brons | Brons    |
| Mannen                  | Mannen                                                                                          | Mannen   | Mannen | Mannen   | Mannen | Mannen   |
| ----------------------- | ----------------------------------------------------------------------------------------------- | -------- | --- | -------- | --- | -------- |
| Solo technische routine | Yang Shuncheng China                                                                            | 246,4766 | Giorgio Minisini Italië | 245,3166 | Gustavo Sánchez Colombia | 231,0000 |
| Solo vrije routine      | Giorgio Minisini Italië                                                                         | 210,1355 | Dennis González Spanje | 196,2750 | Gustavo Sánchez Colombia | 192,0812 |
| Vrouwen                 |                                                                                                 |          | |          | |          |
| Solo technische routine | Evangelia Platanioti Griekenland                                                                | 272,9633 | Jacqueline Simoneau Canada | 269,2767 | Xu Huiyan China | 262,3700 |
| Solo vrije routine      | Jacqueline Simoneau Canada                                                                      | 264,8207 | Evangelia Platanioti Griekenland | 253,2833 | Vasilina Khandoshka Neutrale vlag | 245,1042 |
| Duet technische routine | Wang Liuyi Wang Qianyi China                                                                    | 266,0484 | Kate Shortman Isabelle Thorpe Verenigd Koninkrijk | 259,5601 | Alisa Ozhogina Iris Tió Spanje | 258,0333 |
| Duet vrije routine      | Wang Liuyi Wang Qianyi China                                                                    | 250,7729 | Bregje de Brouwer Noortje de Brouwer Nederland | 250,4979 | Kate Shortman Isabelle Thorpe Verenigd Koninkrijk                                                                                       | 247,2626 |
| Gemengd duet            |                                                                                                 |          | |          | |          |
| Technische routine      | Nargiza Bolatova Eduard Kim Kazachstan                                                          | 228,0050 | Cheng Wentao Shi Haoyu China | 223,3166 | Miranda Barrera Diego Villalobos Mexico                                                                                                 | 217,5192 |
| Vrije routine           | Cheng Wentao Shi Haoyu China                                                                    | 208,3583 | Dennis González Mireia Hernández Spanje | 208,3583 | Miranda Barrera Diego Villalobos Mexico                                                                                                 | 192,5772 |
| Team                    |                                                                                                 |          | |          | |          |
| Acrobatische routine    | China Chang Hao Feng Yu Wang Ciyue Wang Liuyi Wang Qianyi Xiang Binxuan Xiao Yanning Zhang Yayi | 244,1767 | Oekraïne Maryna Aleksiiva Vladyslava Aleksiiva Marta Fiedina Oleksandra Goretska Veronika Hryshko Daria Moshynska Anastasiia Shmonina Valeriya Tyshchenko | 243,3167 | Verenigde Staten Anita Álvarez Jaime Czarkowski Nicole Dzurko Keana Hunter Audrey Kwon Calista Liu Bill May Daniella Ramirez            | 242,2300 |
| Technische routine      | China Chang Hao Feng Yu Wang Ciyue Wang Liuyi Wang Qianyi Xiang Binxuan Xiao Yanning Zhang Yayi | 299,8712 | Spanje Marina García Polo Lilou Lluis Valette Meritxell Mas Alisa Ozhogina Paula Ramírez Sara Saldaña Iris Tió Blanca Toledano                            | 275,8925 | Japan Moe Higa Moeka Kijima Uta Kobayashi Tomoka Sato Ayano Shimada Ami Wada Mashiro Yasunaga Megumu Yoshida                            | 275,8787 |
| Vrije routine           | China Chang Hao Feng Yu Wang Ciyue Wang Liuyi Wang Qianyi Xiang Binxuan Xiao Yanning Zhang Yayi | 339,7604 | Japan Moe Higa Moeka Kijima Uta Kobayashi Tomoka Sato Ayano Shimada Ami Wada Mashiro Yasunaga Megumu Yoshida                                              | 315,2229 | Verenigde Staten Anita Alvarez Daniella Ramirez Jacklyn Luu Calista Liu Audrey Kwon Megumi Field Jaime Czarkowski Natalia Vega Figueroa | 304,9021 |

### Medaillespiegel
| Plaats | Land                | Goud | Zilver | Brons | Totaal |
| 1      | China               | 7    | 1      | 1     | 9      |
| 2      | Canada              | 1    | 1      | 0     | 2      |
| 2      | Griekenland         | 1    | 1      | 0     | 2      |
| 2      | Italië              | 1    | 1      | 0     | 2      |
| 5      | Kazachstan          | 1    | 0      | 0     | 1      |
| 6      | Spanje              | 0    | 3      | 1     | 4      |
| 7      | Verenigd Koninkrijk | 0    | 1      | 1     | 2      |
| 7      | Japan               | 0    | 1      | 1     | 2      |
| 9      | Nederland           | 0    | 1      | 0     | 1      |
| 9      | Oekraïne            | 0    | 1      | 0     | 1      |
| 11     | Colombia            | 0    | 0      | 2     | 2      |
| 11     | Mexico              | 0    | 0      | 2     | 2      |
| 11     | Verenigde Staten    | 0    | 0      | 2     | 2      |
| 14     | Neutrale vlag       | 0    | 0      | 1     | 1      |
| Totaal | Totaal              | 11   | 11     | 11    | 33     |

Bron: Worldaquatics